# The Legend of Zelda: Phantom Hourglass
The Legend of Zelda: Phantom Hourglass – komputerowa gra przygodowa stworzona przez japońską firmę Nintendo. Gra została udostępniona 1 października 2007 roku. Gra opowiada o przygodach Linka, który musi pomóc swojej przyjaciółce Tetrze. Gracz przemierza fikcyjny świat, zdobywa nowe przedmioty i rozmawia z innymi postaciami. 
Średnia ocen na agregatorze Metacritic wynosi 90 na 100 z 57 recenzji. W USA w pierwszym miesiącu po premierze sprzedano 262 800 kopii. Mark Bozon z IGN określił grę jako niezobowiązującą i inną od reszty gier z tej serii. Jednocześnie zaznaczył, że Phantom Hourglass jest ciągle ambitną i wciągającą produkcją.